# Диана Печкај Вуковић
Диана Печкај Вуковић (Загреб, 26. фебруар 1964) је хрватска новинарка, списатељица, сценаристкиња, проналазачица, а бави се и политиком. Дипломирала је историју уметности и новинарство.

## Биографија
Од детињства пише приче, романе и песме. Радила је за часопис „Запослена“, за који је писала о женској проблематици, родитељству, књижевности, те за стручни месечни часопис. „Мајстор“ за који је пратила проналазаштво, нове технологије и екологију. Своје искуство објединила је као сценаристкиња телевизијских серија Љубав у залеђу, Долина сунца, Све ће бити добро, Казалиште у кући и Под сретном звијездом. Сценаристичким послом бави се и данас. . Такође се бави проналазаштвом. Патентирала је свој изум (енгл. Busy Basket), носач за лап топове и пословне торбе на бициклу.
Власник је и директор предузећа Јупитеријана. Активни је члан Хрватске социјално-либералне странке (ХСЛС)
Живи и ради у Загребу. Има двоје деце.

## Објављена дела
- „Дан који ће вам променити живот“, приручник за престанак пушења, Издавач:Планетопија,  978-953-257-013-7
- „Љубим твоје усне тисућу пута“, 20 литерарних есеја које је прикупила ауторка, Издавач: Планетопија.  978-953-257-091-5.

## Филмографија
- Под сретном звијездом (2011)
- Долина сунца (2009.-2010)
- Све ће бити добро (2008.-2009)
- Казалиште у кући (2006.-2007)
- Љубав у залеђу (2005.-2006)
- Ватре Ивањске (2014.-2015)